# Barleeia bentleyi
Barleeia bentleyi är en snäckart som beskrevs av Bartsch 1920. Barleeia bentleyi ingår i släktet Barleeia och familjen Barleeiidae. Inga underarter finns listade i Catalogue of Life.